# Lycopus lucidus
Lycopus lucidus là một loài thực vật có hoa trong họ Hoa môi. Loài này được Turcz. ex Benth. mô tả khoa học đầu tiên năm 1848.

## Hình ảnh

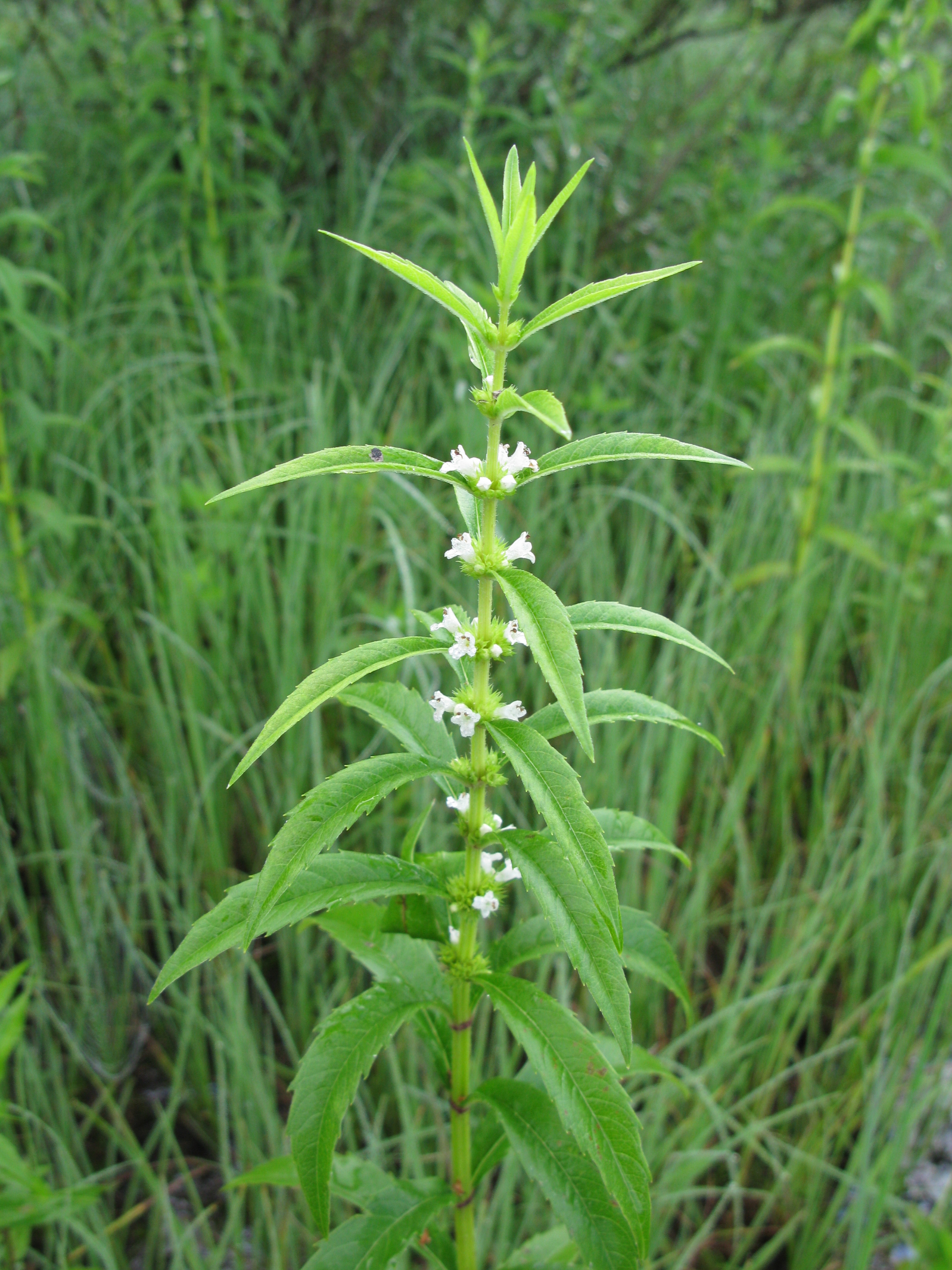
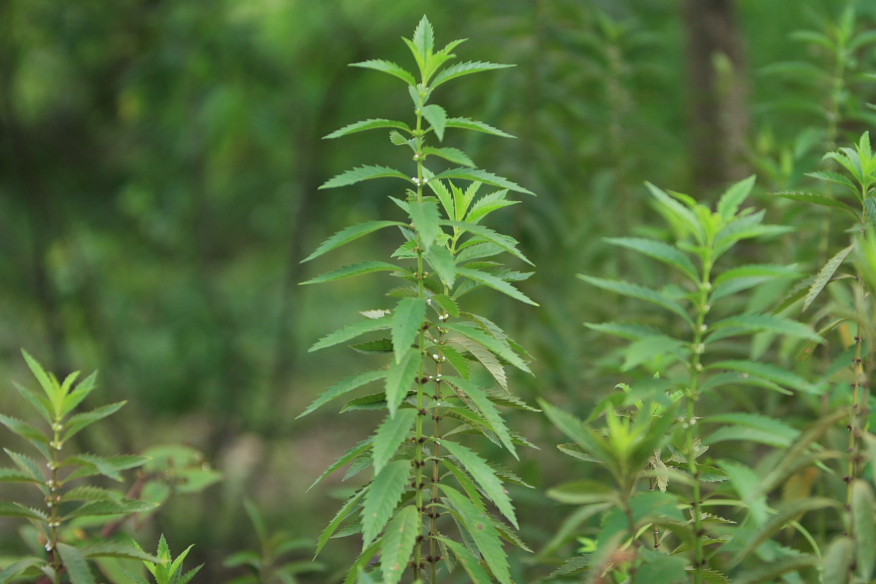
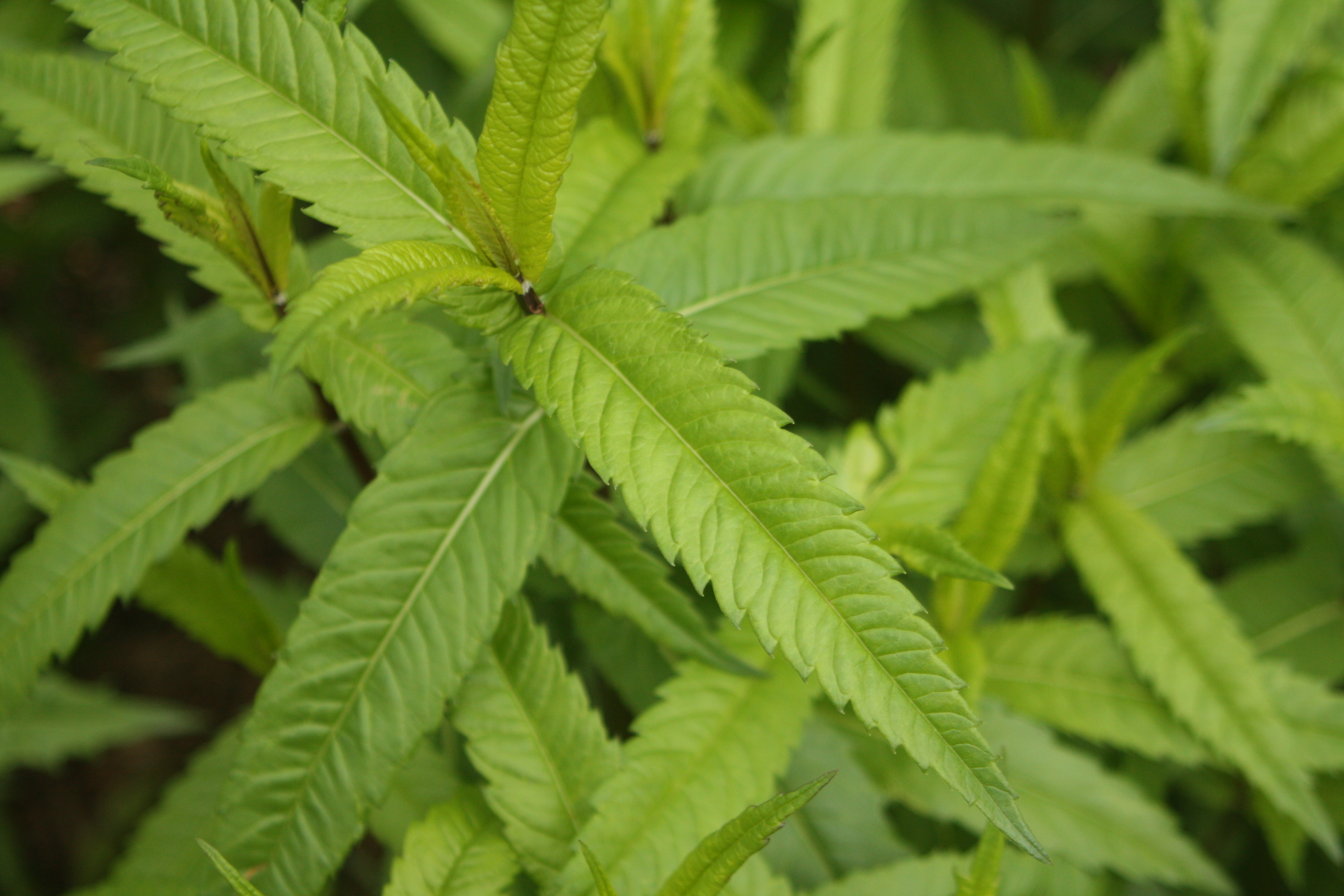
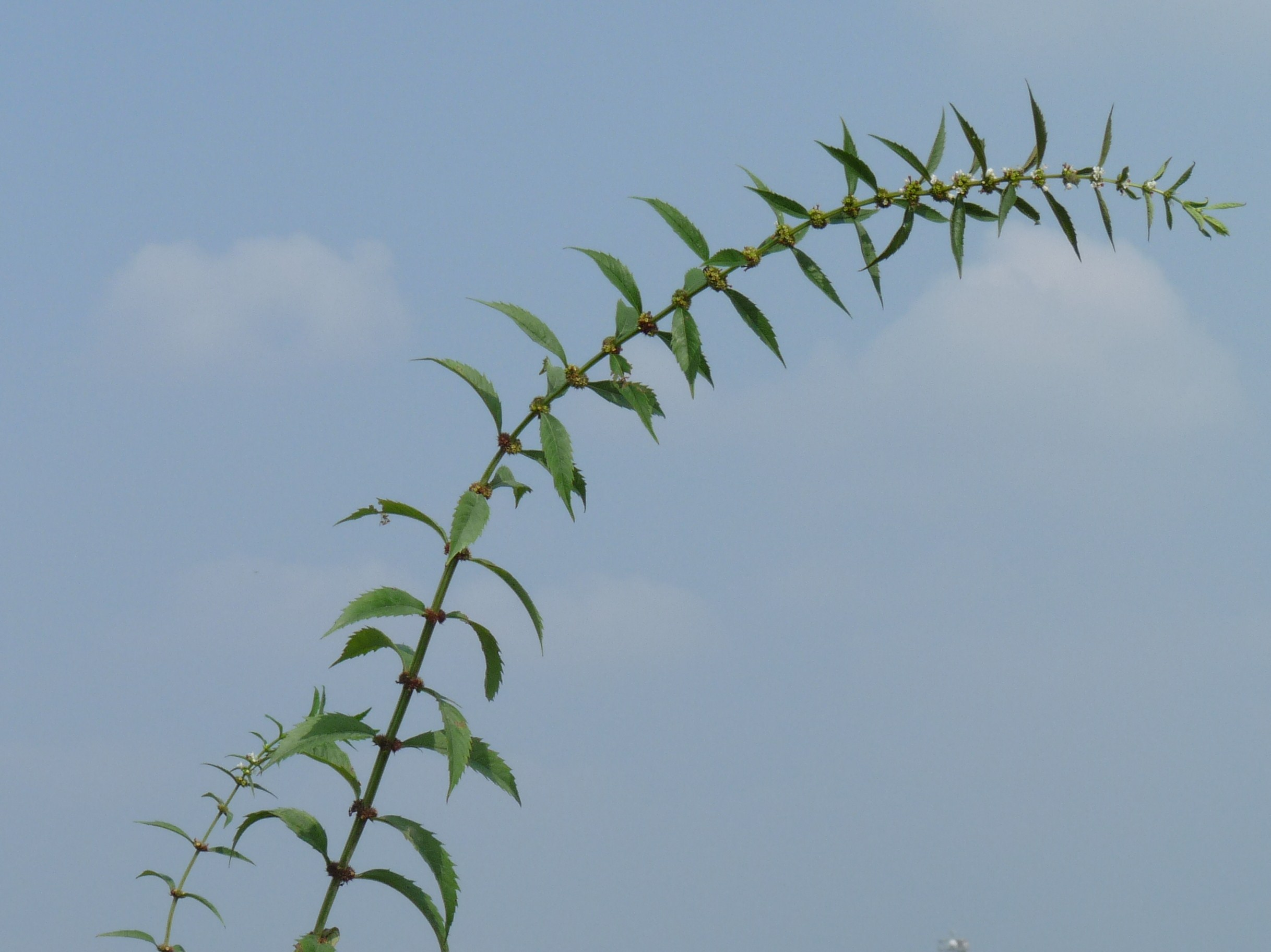